# Latticello

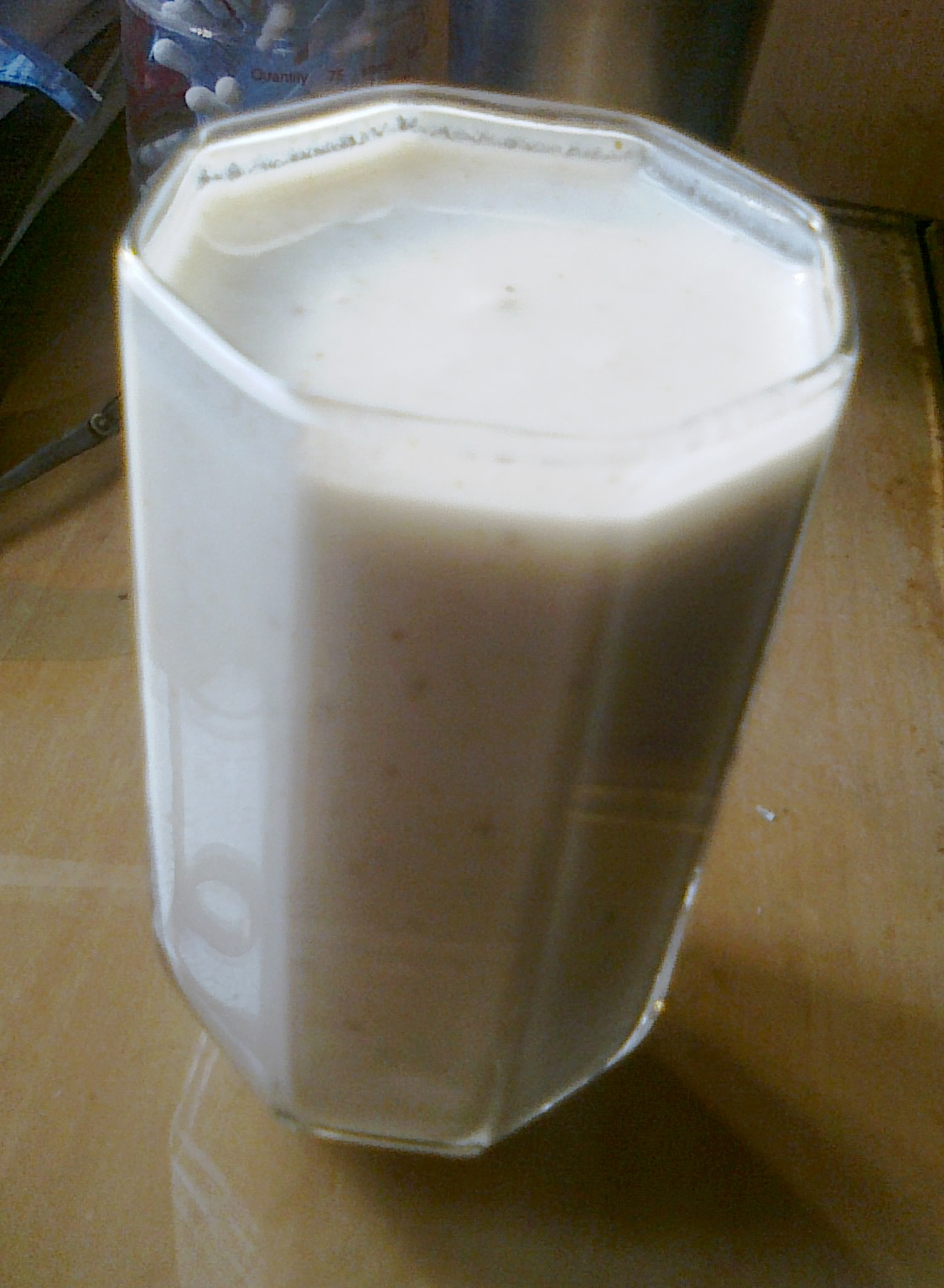
Bicchiere di latticello

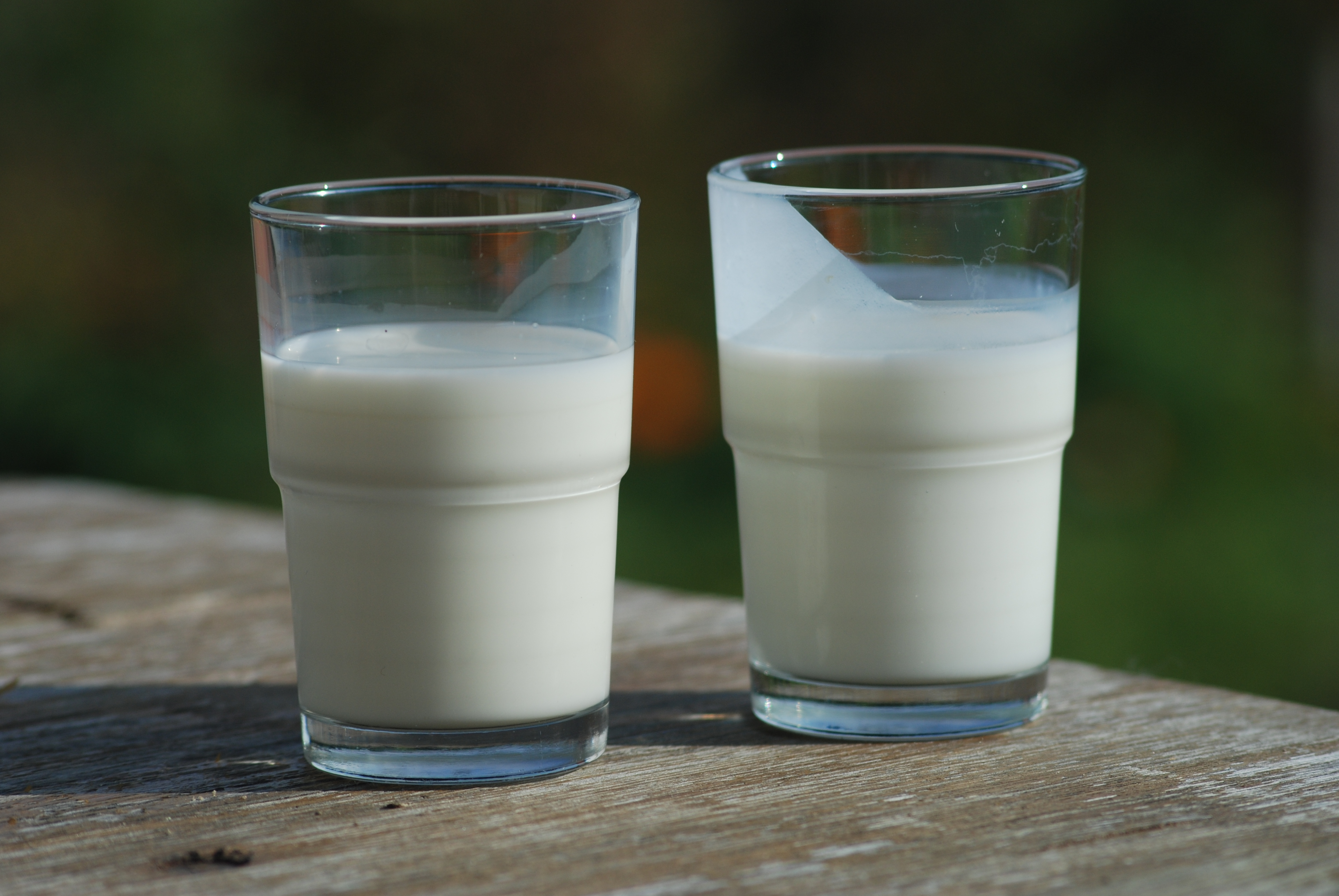
Latte, nel bicchiere di sinistra, e latticello, nel bicchiere di destra, a confronto

Il latticello è il sottoprodotto della trasformazione della panna in burro.  Dal sapore acidulo, è una bevanda popolare nell'Europa centro-settentrionale (Svizzera, Francia, Germania, Paesi Bassi, Fennoscandia) e in alcuni paesi asiatici (Afghanistan e Pakistan).

## Produzione
Il latticello è il liquido che rimane dalla produzione del burro dalla panna. Tradizionalmente veniva fatto fermentare all’aria con un processo naturale, ad opera dei batteri produttori di acido lattico dal lattosio presenti nel latte. Si otteneva quando si faceva il burro in casa, lasciandone inacidire i residui della lavorazione. Quello che risultava veniva infatti chiamato "latte del burro" o "latticello".
Il latticello in commercio è prodotto non più assieme al burro, ma direttamente, aggiungendo al latte batteri che fanno fermentare il lattosio.

## Impieghi
È un ingrediente fondamentale di moltissimi dolci americani. Si usa anche per la marinatura del pollo nella preparazione del pollo fritto.